# كارلوس ماريا خوسيه إي دي لا كينتانا
كارلوس ماريا خوسيه إي دي لا كينتانا هو دبلوماسي وسياسي بيروفي، ولد في 18 سبتمبر 1841 في ليما في بيرو، وتوفي في 20 أغسطس 1907. نشط حزبياً في الحزب الدستوري. وقد انتخب وزير الخارجية ‏.